# Посмітюха індійська
Посмітюха індійська (Galerida deva) — вид горобцеподібних птахів родини жайворонкових (Alaudidae). Ендемік Індії.

## Опис

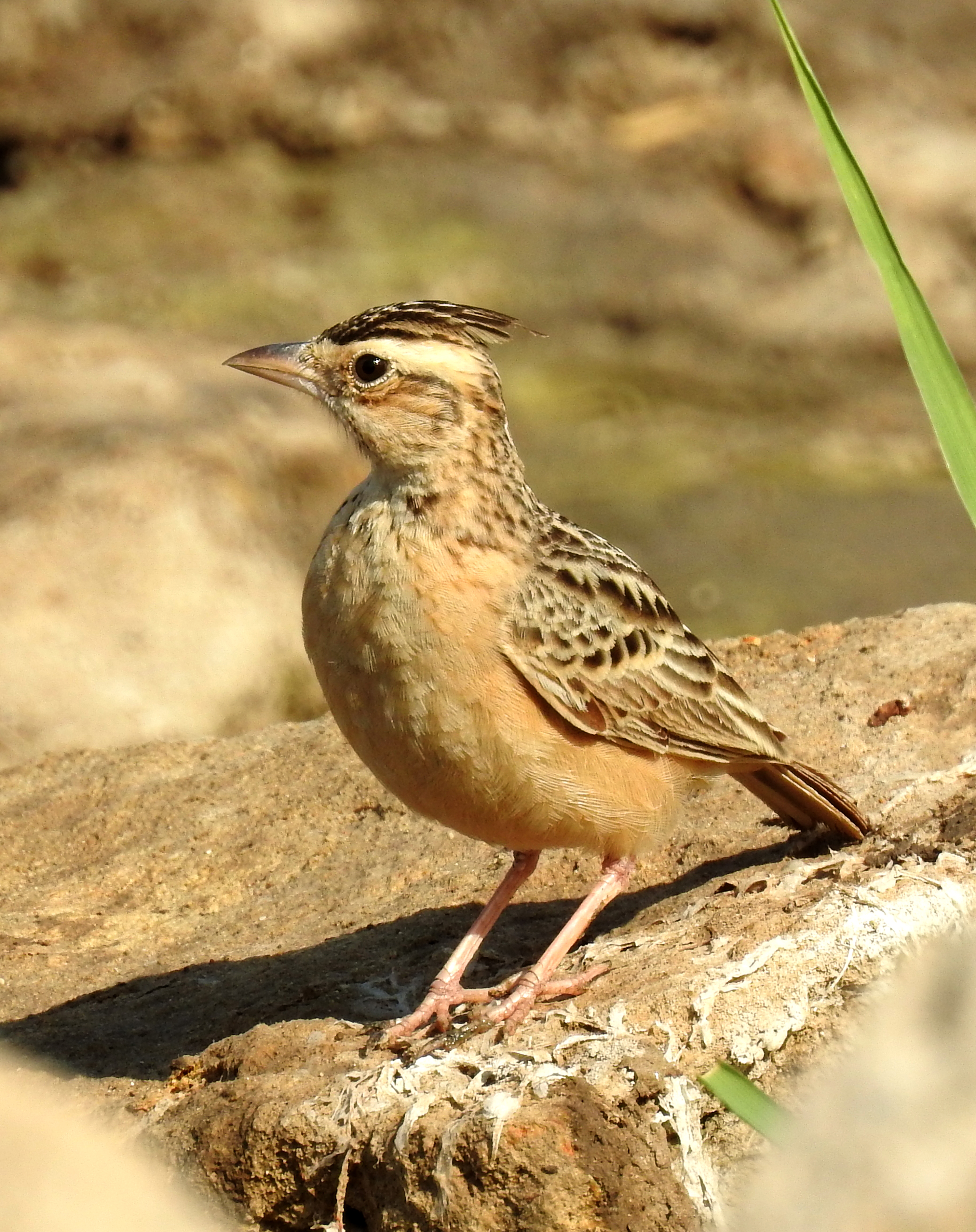
Індійська помітюха

Довжина птаха становить 13-14 см, враховуючи хвіст довжиною 46-50 мм. Довжина дзьоба становить 13-15 мм. Виду не притаманний статевий диморфізм. Верхня частина тіла охриста, сильно поцяткована чорнуватими смугами, піщаний або сірувато-коричневий відтінок в оперенні відсутній. Верхні покривні пера хвоста рівномірно рудувато-коричневі, констрастують з рештою спини. Груди світло-рудувато-коричневі, плямисті. Шості (крайні) стернові пера світло-рудуваті. На голові помітний чуб, який може ставати дибки. Очі карі, дзьоб зверху рогово-коричневий, знизу світліший, лапи тілесного кольору.

## Поширення і екологія
Індійські посмітюхи мешкають на північному сході півострова Індостан. Вони живуть на сухих, кам'янистих плато, місцями порослих чагарниками, а також на полях. Зустрічаються парами або невеликими, розрідженими зграйками, на висоті до 1000 м над рівнем моря. Живляться насінням трав, комахами та іншими безхребетними. Сезон розмноження триває з березня по вересень, переважно з травня по серпень. Гніздяться на землі, в кладці 2-3 яйця. Індійські посмітюхи здатні імітувати крики інших птахів.